# Mócs Zsigmond
Mócs Zsigmond (Kis-Sztapár, 1853. január 10. – Újvidék, 1892. október 8.) újságíró, lapszerkesztő.

## Élete
Mócs Zsigmond 1853-ban született a Bács-Bodrog vármegyei Kis-Sztapáron. Gimnáziumi tanulmányait Kalocsán, Baján, Szabadkán és Kecskeméten végezte; ezután a budapesti egyetemen klasszikafilológiát és Rómer Flóris régészeti előadását hallgatta. Az 1800-as évek végén a Borsszem Jankóba, Üstökösbe, a Fővárosi Lapokba írt, főképp az akkori a modern olasz írók műveit ismertette.
1876-ban a Somogyi által megkezdett Magyar Lexikon belmunkatársa, majd az ezzel egy időben indult Független Hírlap munkatársa lett. 1877-ben a Pesti Napló az orosz-török háború színterére küldte; harctéri tudósításait német, francia és angol lapok is közölték. Részt vett Zubovics Fedor szabadcsapatának portyázásaiban is.
Több magyar város, így Makó, Szeged, Esztergom és Baja is meghívták felolvasások tartására. 1880-ban a Pester Lloyd küldte ki a dulcignói flottademonstratióhoz és Montenegróba; ő volt az első magyar hírlapíró, aki itt megfordult. I. Nikita fejedelemmel folytatott beszélgetésére vonatkozó közleményei a külföldi sajtóban is figyelmet keltettek. E missziója után még ez évben az Egyetértéstől nyert  megbízást, hogy az albán-montenegrói harctér színhelyére menjen; ez a küldetés csaknem az életébe került, de feladatát szerencsésen megoldotta. Visszatérte után a fiumei kormánynál egy magyar tengerészeti lap kiadására tett ajánlatot. Ennek következménye lett az állami költségen kiadott Értesítő magyar-olasz nyelven.
1882-ben beindította a Fiume című magyar-olasz; 1883-ban pedig a kizárólag magyar tengeri-kereskedelmi lapot, melynek élete fogytáig szerkesztője és kiadója is volt. Közben 1889-1891 között szerkesztette a Szegedi Híradó című napilapot is.
Élénk tevékenységet fejtett ki a magyar tengerészet érdekében, különösen az Egyetértésben; törekvéseit Kossuth Lajos is méltányolta egy hozzá intézett levélben.
Sok elbeszélést írt és olaszból fordított a lapok számára.
1892. október 8-án Újvidéken érte a halál.

## Főbb munkái, fordításai
- A kártyahősök. Regény. Olaszból Scalvini Antonio után ford. Budapest, 1879. Három kötet.
- Olasz beszélyek. Irták Barilli, Ghizlanzoni és Sara. Ford. Budapest, 1880. (Olcsó Könyvtár 110.).

Szerkesztette a Fiume című emléklapot Fiume város közönségének az 1881. augusztus 14-én tett budapesti testvéries látogatása emlékére (Bpest, 1881).